# Megalodontes turcicus
Megalodontes turcicus is een vliesvleugelig insect uit de familie van de Megalodontesidae. De wetenschappelijke naam van de soort is voor het eerst geldig gepubliceerd in 1881 door Mocsary.